# Ahmed Ouyahia
Ahmed Ouyahia (arabisk: أحمد أويحيى; født 2. juli 1952 i landsbyen Bouadnane i regionen Kabylien) er en politiker fra Algeriet, der var Algeriets premierminister i perioderne 1995–1998, 2003–2006, 2008–2012 og 2017–2019.
Han er ligesom Algeriets tidligere præsident Abdelaziz Bouteflika medlem af regeringspartiet FLN (Algeriets Nationale Befrielsesfront – Front de Libération Nationale).